# علاقة متعدية

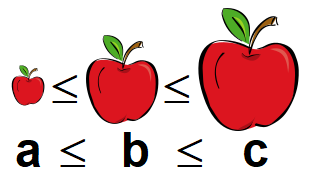

في الرياضيات، العلاقة المتعدية (بالإنجليزية: Transitive relation)‏ هي العلاقة الثنائية في مجموعة ما حيث إذا كان العنصر الأول مرتبطا بالعنصر الثاني، والعنصر الثاني مرتبطا بالعنصر الثالث فإن العنصر الأول مرتبط بالعنصر الثالث.

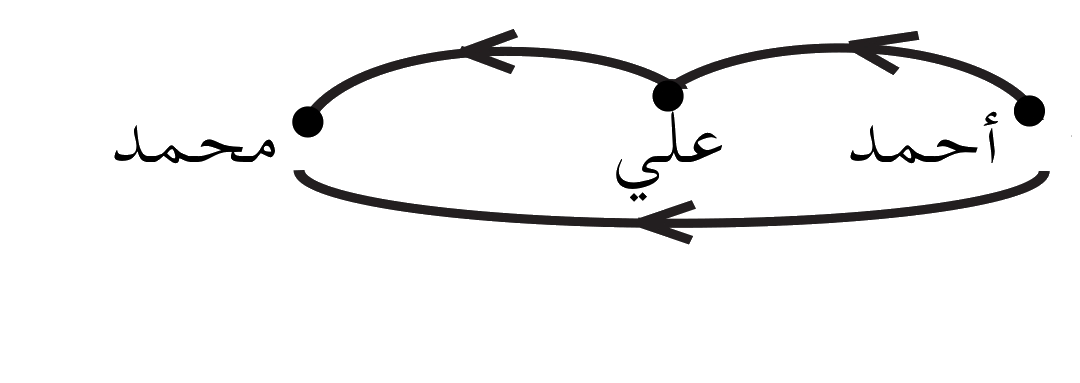
مثال على العلاقة المتعدية: إذا كان أحمد أطول من علي وعلي أطول من محمد فإن بالضرورة أن يكون أحمد أطول من محمد.

## أمثلة
- علاقة أكبر وعلاقة أكبر أو يساوي وعلاقة المساواة هي علاقات متعدية على الشكل التالي:

مهما كان A > B وB > C, فسيكون أيضاً A > C
مهما كان A ≥ B وB ≥ C, فسيكون أيضاً A ≥ C
مهما كان A = B وB = C, فسيكون أيضاً A = C
- علاقة الأمومة هي علاقة غير متعدية. لأنه إذا كانت سعاد أماً لعفاف، وعفاف أماً لسماح، فليس من الضروري أن تكون سعاد أماً لسماح.